# نجيب حرب
نجيب خليل حرب (1909 - 30 يونيو 1974) صحفي وسياسي سوري من أصل لبناني ولد في غريفة بقضاء الشوف وأتم دراسته الثانوية في مدارسها الخاصة ثم هاجر إلى سوريا مع عائلته خلال الحرب العالمية الأولى وسكن جبل الدروز. أسس في عام 1932 مكتب الصحافة العربية في السويداء فكان أول من مارس الصحافة في محافظة السويداء. راسل عدداً من الصحف اللبنانية والسورية وأصدر جريدة الجبل في السويداء، في عام 1945 وهي جريدة يومية سياسية مصورة، وكان هو صاحبها ومديرها المسؤول واستمرت حتى عام 1958، وقد أصدر منها حوالي ثلاثة آلاف عدد. نقل مكاتب وإدارة جريدته إلى دمشق وصارت تصدر بدمشق منذ عام 1947. توقفت عند الانقلاب مارس 1949 ثم عادت لتصدر في نفس العام وقد تعطلت أيضاً أيام الانقلاب ديسمبر 1949، ثم استؤنف إصدارها وحرر فيها سلمان فارس جابر حوالي خمسة عشر عاماً. توفي في دمشق ودفن في المجيمر.

## سيرته
ولد نجيب بن خليل بن نعمان حرب سنة 1909 في غريفة الشوف وتلقى علومه في مدارس لبنان، ثم نزح إلى جبل الدروز مع عائلته خلال الحرب العالمية الأولى، فتعاطى التجارة في البدء، ثم انصرف إلى الصحافة واشترك فعليا في ثورة 1925 وخصوصاً معركة المزرعة، ثم أنشأ في السويداء أول مكتب للصحافة العربية سنة 1931 وتولی مراسلة الصحف العربية الوطنية والمهجرية وكان ينشر بعض المقالات في جريدتي القبس والفيحاء الدمشقيتين وفي جريدة الصفاء وغيرها. 

وفي سنة 1942 أصدر جريدة الجبل في السويداء مع شقيقه نعمان التي استمرت في خدمة الوطن في السياسة ومختلف القضايا الاجتماعية والثقافية 17 سنة. عمل في السياسة فانتمى إلى الكتلة الوطنية منذ سنة 1933 وعمل مع علي مصطفى الأطرش على تأسيس هيئة الحركة الوطنية السرية سنة 1934، وأسهم في مختلف الحركات السياسية الوطنية، وتولى أمانة السر العامة للشباب الوطني في السويداء سنة 1937، فاعتقله الفرنسيون ما بين سنة 1933 و 1941 أربع مرات وأبعد ثلاث مرات.

في سنة 1950 نقل مركز عمله إلى دمشق واستمر في إصدار جريدة الجبل حتى تاريخ توقفها سنة 1959 وكان بعد بين أكثر الناس خبرة في سياسة الجبل، وفي سنة 1961 عين رئيساً لدائرة المغتربين في وزارة الإعلام السوري حيث خدم المغتربين وحضر عدداً من مؤتمراتهم ولم ينقطع عن الكتابة في بعض الصحف، واستمر كذلك حتى تاريخ وفاته.

## وفاته
توفي نجيب حرب في دمشق في 30 حزيران سنة 1974 ونقل جثمانه إلى قرية المجيمر في جبل الدروز حيث كان له مأتم مهيب حافل ودفن هناك.

أقيم في المركز الثقافي العربي في السويداء ندوة تكريمية له في 25 كانون الثاني 2018 وتكلم فيها رائد حامد ومنى سلام.

## مؤلفاته
من مؤلفاته:
- معارك الجبل في سبيل الوحدة، يتناول الفترة الواقعة بين عام 1930-1946.[2]